# Krasimira Banova
Krasimira Banova (in bulgaro Красимира Банова?; Dimitrovgrad, 5 ottobre 1960) è un'ex cestista bulgara.

## Carriera
Con la Bulgaria ha disputato tre edizioni dei Campionati mondiali (1983, 1986, 1990) e quattro dei Campionati europei (1980, 1983, 1985, 1987).